# Zastava Svete Lucije
Zastava Svete Lucije usvojena je 1. ožujka 1967. Nakon toga je blago modificirana.
Svijetloplava pozadina označava odanost, plava tropsko sunce, ali i smaragdnoplavu boju mora. Zlatna predstavlja sunčevu svjetlost, a crna i bijela kulturu naroda - crna za kulturu negroida, a bijela za kulturu europeida koji zajedno žive i rade. Međutim, veličina crnog trokuta je simbol nadmoći kulture negroida nad kulturom europeida. Sami trokuti predstavljaju dva vrha planine Pitons i glavni su simboli ove zemlje.

## Stare zastave
- 1967-1979
- 1979-2002